# Natalie Mahowald
Natalie Mahowald (née en 1963) est une scientifique de la Terre américaine qui est professeure d'ingénierie à l'Université Cornell. Ses recherches portent sur le transport atmosphérique des espèces biogéochimiquement pertinentes et l'impact des humains sur leur environnement.

## Formation
Mahowald a étudié la physique et l'allemand à l'Université Washington de Saint-Louis. Elle a déménagé à l'Université du Michigan pour ses études supérieures, où elle a obtenu une maîtrise en politique des ressources naturelles en 1993. Après avoir obtenu son diplôme, Mahowald a déménagé en Allemagne, où elle a travaillé en tant que consultante sur les solutions aériennes. Mahowald était étudiante de doctorat au Massachusetts Institute of Technology (MIT), où elle a étudié les sciences de l'atmosphère. Elle était chercheuse postdoctorale à l'Université de Stockholm. 

## Recherche et carrière
Mahowald est nommée professeure à l'université de Californie à Santa Barbara, puis elle rejoint le National Center for Atmospheric Research (NCAR), où elle a étudié l'incorporation des aérosols. Elle est nommée professeure à l'Université Cornell en 2007. 
Ses recherches portent sur les rétroactions naturelles dans le système climatique et leur réaction aux forçages climatiques. Parmi celles-ci, elle s'est concentrée sur les aérosols minéraux, le feu, le Cycle du carbone et le méthane . Les aérosols sont de petites particules qui causent de la brume, nuisent à la santé humaine et endommagent la qualité de l'air . Parallèlement à ses travaux sur les aérosols, Mahowald a étudié les phytopathogènes du sol. Elle établit que les nitrates ont pris la place et le rôle joué par le SO2 ou là où les carburants soufrés sont encore utilisés, ils aggravent conjointement leurs effets. Par ailleurs, le double phénomène d'eutrophisation et d'acidification affecte le cycle du carbone et les puits de carbone.
En 2017, Mahowald a été sélectionnée par le Groupe d'experts intergouvernemental sur l'évolution du climat (GIEC) des Nations Unies pour être l'auteur principal du « Rapport spécial sur le réchauffement climatique de 1,5 degré Celsius ». Le rapport a évalué les coûts, les avantages, les compromis et les synergies qui cherchent à atteindre un réchauffement climatique inférieur à 1,5 °C . Il a révélé la conclusion qu'une augmentation de 0,5°C de la température entraînerait des effets extrêmes sur les événements météorologiques.

## Honneurs et distinctions
- 2006 : prix Henry G. Houghton de la Société météorologique américaine [12],[13]
- 2011 : membre de l'American Meteorological Society[14]
- 2013 : membre de l'Union américaine de géophysique[15]
- 2013 : membre de la Fondation Guggenheim [16]
- 2015 : Thomson ISI Highly Cited Researcher[17]
- Auteure principale du rapport 2018 du Groupe d'experts intergouvernemental sur l'évolution du climat des Nations unies[10]
- 2019 : prix d'excellence en recherche de l'université Cornell[18]
- 2019 : prix de l'innovation en recherche de l'Université Cornell[19]
- 2020 : membre de l'Association américaine pour l'avancement des sciences[20]

## Publications (sélection)
- (en) Jickells, An, Andersen et Baker, « Global Iron Connections Between Desert Dust, Ocean Biogeochemistry, and Climate », Science, vol. 308, no 5718,‎ 1er avril 2005, p. 67–71 (ISSN 0036-8075, PMID 15802595, DOI 10.1126/science.1105959, Bibcode 2005Sci...308...67J, lire en ligne)
- Jickells, « Global Iron Connections Between Desert Dust, Ocean Biogeochemistry, and Climate », Science, vol. 308, no 5718,‎ 1er avril 2005, p. 67–71 (ISSN 0036-8075, PMID 15802595, DOI 10.1126/science.1105959, Bibcode 2005Sci...308...67J, lire en ligne)
- (en) Mahowald, Baker, Bergametti et Brooks, « Atmospheric global dust cycle and iron inputs to the ocean », Global Biogeochemical Cycles, vol. 19, no 4,‎ 2005, n/a (ISSN 1944-9224, DOI 10.1029/2004GB002402, Bibcode 2005GBioC..19.4025M)
- (en) Gregory S. Okin, Natalie Mahowald, Oliver A. Chadwick et Paulo Artaxo, « Impact of desert dust on the biogeochemistry of phosphorus in terrestrial ecosystems », Global Biogeochemical Cycles, American Geophysical Union (AGU), vol. 18, no 2,‎ 21 avril 2004, n/a-n/a (ISSN 0886-6236, DOI 10.1029/2003gb002145, lire en ligne).